# Craugastor chac
Espèce
Synonymes
- Eleutherodactylus chac Savage, 1987

Statut de conservation UICN

 NT  : Quasi menacé
Craugastor chac est une espèce d'amphibiens de la famille des Craugastoridae.

## Répartition
Cette espèce se rencontre de 20 à 1 000 m d'altitude sur le versant caraïbe du Guatemala, dans le sud du Belize et dans le nord du Honduras.

## Description
Les mâles mesurent de 20 à 27 mm et les femelles de 29 à 39 mm.

## Étymologie
Cette espèce est nommée en l'honneur du dieu de la pluie Chac.

## Publication originale
- Savage, 1987 : Systematics and distribution of the Mexican and Central American rainfrogs of the Eleutherodactylus gollmeri group (Amphibia: Leptodactylidae) : a contribution in celebration of the distinguished scholarship of Robert F. Inger on the occasion of his sixty-fifth brithday. Fieldiana, Zoology, vol. 33, p. 1-57 (texte intégral).